# Passion of Mind
Passion of Mind is een Amerikaanse romantische film uit 2000. Het is de eerste Engelstalige film van de Belgische regisseur Alain Berliner.

## Verhaal
Marty is een literair agent uit New York. Marie is een weduwe in Provence, met twee dochters en een rustig leven.
Marty krijgt geregeld dromen over het leven van Marie, en zoekt hulp van een therapeut. Marie droomt op haar beurt van het leven van Marty, maar maakt zich hier minder druk om. Beide vrouwen zijn ervan overtuigd dat de ander slechts een denkbeeld is dat enkel in hun fantasie en hun dromen bestaat. Wanneer Marty Aaron ontmoet, krijgen ze een relatie. Ze verzwijgt echter haar dromen, maar kan het uiteindelijk niet langer ontkennen. Marie heeft ondertussen William leren kennen, en deelt haar geheim met hem. William is jaloers op wat Marie hem vertelt, en Aaron is sceptisch over Marty's verhaal.
Dromen en het echte leven raken steeds meer met elkaar vervlochten wanneer Marie op vakantie gaat naar Parijs, en Marty na de zoveelste droom bij het ontwaken een asbak uit het hotel waar Marie verblijft op haar nachtkastje vindt. Uiteindelijk moeten beide vrouwen de waarheid onder ogen zien en beslissen welk leven nu echt is en welke een illusie.

## Rolverdeling
| Acteur             | Personage                       |
| ------------------ | ------------------------------- |
| Demi Moore         | Martha Marie / 'Marty' Talridge |
| Julianne Nicholson | Kim                             |
| William Fichtner   | Aaron Reilly                    |
| Sinéad Cusack      | Jessie (als Sinead Cusack)      |
| Joss Ackland       | Dr. Langer                      |
| Peter Riegert      | Dr. Peters                      |
| Stellan Skarsgård  | William Granther                |
| Gerry Bamman       | Edward 'Ed' Youngerman          |

## Nominaties
| Jaar | Prijs                                         | Genomineerde(n) | Uitslag     |
| ---- | --------------------------------------------- | --------------- | ----------- |
| 2000 | Golden Raspberry Award voor slechtste actrice | Demi Moore      | Genomineerd |